# کالج میدلند
کالج میدلند (MC) یک کالج عمومی در میدلند، تگزاس است. در سال ۱۹۷۲ به عنوان یک کالج مستقل تأسیس شد و اولین کلاس‌های خود را در سال ۱۹۷۵ در محوطه دانشگاه برگزار کرد. کالج میدلند همچنین مکان‌های متعددی در سایر بخش‌های میدلند و در فورت استاکتون، مرکز شهرستان پکوس، دارد. کالج میدلند در سپتامبر ۱۹۶۹ به عنوان پردیس میدلند از سیستم کالج Junior Permian شروع به کار کرد. در سال ۱۹۷۲ با تشکیل ناحیه کالج میدلند بازسازی شد. منطقه خدمات رسمی کالج میدلند همه شهرستان‌های کروکت، میدلند، پکوس، ریگان و ترل است.